# Rupture de la digue de mont Polley
L'installation de la mine de mont Polley a subi une rupture de barrage et un déversement de résidus miniers qui a commencé le 4 août 2014, libérant son eau et ses boues dans le lac Polley. Le déversement a inondé le lac Polley, créant un bouchon au ruisseau Hazeltine, et s'est poursuivi dans le lac Quesnel et la rivière Cariboo à proximité. Le 8 août 2014, le bassin de résidus de quatre kilomètres carrés avait été vidé de la majorité du surnageant (eau de traitement) qui se trouve au sommet des solides rocheux broyés déposés (déchets miniers ou « résidus »). La boue des résidus et de l'eau de traitement a transporté des arbres abattus, de la boue et des débris et a usé les rives du ruisseau Hazeltine qui s'écoule du lac Polley et s'est poursuivi dans le lac Quesnel voisin. Le déversement a vidé le bassin de résidus et fait monter le lac Polley d'un mètre et demi, tout en affectant le ruisseau Cariboo et le lac Quesnel. Des travaux d'assainissement et de reconstruction sont en cours sur le site depuis 2014. Ces efforts ont inclus une enquête sur les impacts sur la santé et la sécurité humaines et les écosystèmes touchés tout en éliminant le déversement de résidus, en reconstruisant les rives du ruisseau, en installant des habitats pour le poisson et en replantant des arbres et d'autres végétaux locaux. L'enquête menée par l'équipe d'assainissement a montré des niveaux élevés de sélénium, d'arsenic et d'autres métaux, compatibles avec les tests historiques effectués avant la rupture du barrage. Les rapports initiaux avaient été préoccupés par l'impact chimique du déversement de résidus sur l'environnement environnant, mais il a été déterminé au cours d'enquêtes et de mesures correctives ultérieures que le défi posé par le déversement de résidus était de nature physique.
Le 6 août 2014, deux jours après la rupture du barrage, le ministère de l'Environnement de la Colombie-Britannique a émis une ordonnance[réf. souhaitée] de réduction de la pollution à la société minière du mont Polley. L'entreprise a soumis un plan d'action pour l'évaluation d'impact environnemental, tel que requis. L'entreprise était requise et a fait un rapport hebdomadaire sur la mise en œuvre des mesures du plan d'action.
Un état d'urgence local dans les communautés voisines a été initialement déclaré dans l'intérêt de la sécurité publique avec des restrictions d'eau généralisées mises en œuvre et une distribution d'eau équitable locale mise en place par mesure de précaution. Quelques jours plus tard, les restrictions d'utilisation de l'eau ont été supprimées pour les résidents de la région, limitant l'ordre « Ne pas utiliser » à la seule zone d'impact directement touchée par la brèche, qui comprenait le lac Polley, le ruisseau Hazeltine et une zone située à moins de cent mètres de la dépôt de sédiments riverains, où le ruisseau Hazeltine se jette dans le lac Quesnel où le gouvernement a indiqué que l'eau bouillante ne serait pas suffisante. Les tests initiaux sur cinq sites d'essai de la deuxième série d'essais sur l'eau ont indiqué des niveaux de zinc supérieurs aux limites d'exposition chronique pour la vie aquatique.
Toutes les entreprises touristiques des zones touchées sont restées ouvertes. Étant donné que le réseau hydrographique touché abrite du saumon, Pêches et Océans Canada a temporairement fermé une partie de la pêche au saumon quinnat. La pêche le long du fleuve Fraser n'a pas été touchée. Les résultats des tests de toxicité sur la truite arc-en-ciel prélevés au lac Quesnel près de l'embouchure du ruisseau Hazeltine les 5 et 6 août 2014 ont montré que l'eau n'était pas toxique pour la truite arc-en-ciel,.